# КС-6

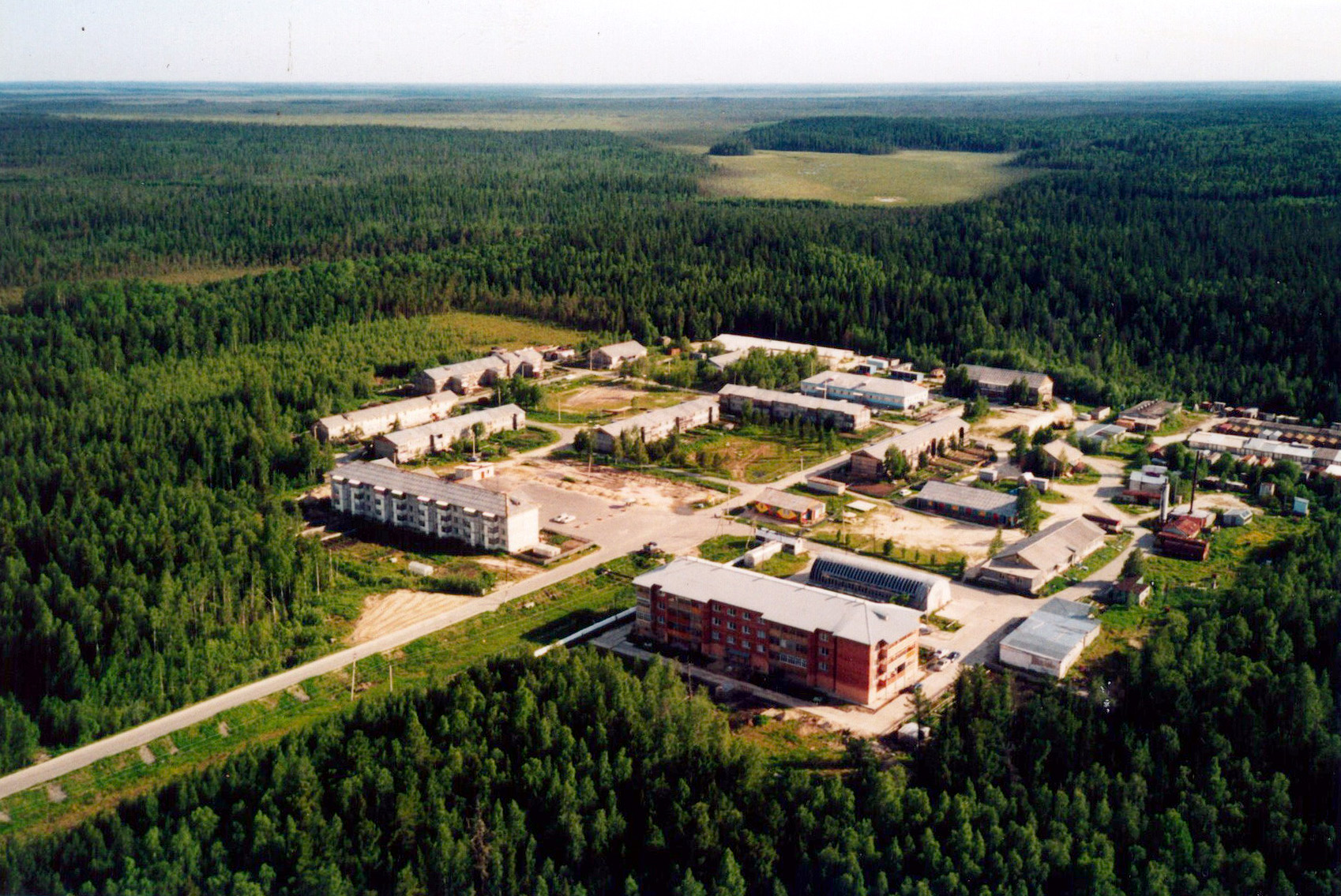

КС-6 — территория компрессорной станции с рабочим посёлком без статуса населённого пункта в Нефтеюганском районе Ханты-Мансийского автономного округа России. Относится к посёлку Салым. Основное предприятие — компрессорная станция 6 «Самсоновская».
Население на 1 января 2008 года составляло 279 человек.
Почтовый индекс — 628327.

## Статистика населения
| Год  | Численность постоянного населения (среднегодовая) |
| ---- | ------------------------------------------------- |
| 2002 |                                                   |
| 2008 | 279                                               |
| 2010 |                                                   |

## Климат
Климат резко континентальный, зима суровая, с сильными ветрами и метелями, продолжающаяся семь месяцев. Лето относительно тёплое, но быстротечное.